# Cassiopea andromeda
Cassiopea andromeda ist eine Quallenart. Untypisch für Quallen, lebt sie überwiegend sesshaft auf dem flachen Meeresgrund, mit der Unterseite nach oben gekehrt.

## Beschreibung

### Meduse
Die Qualle besitzt einen gelbbraun gefärbten, glatten, tellerartigen Schirm ohne Randtentakel mit fast glattem Rand, von der ungefähren Gestalt eines Saugnapfs, im ausgewachsenen Zustand mit etwa 300 Millimeter Durchmesser. Er kann eine weiße Zeichnung aus Flecken und Radiärstreifen tragen, diese ist aber variabel, oft verwaschen und kann auch vollständig fehlen. Die zentrale Mundöffnung ist von acht fiederteilig fein verzweigten Mundarmen umgeben, deren Länge nicht ganz den Schirmdurchmesser erreicht. Die Mundarme verzweigen zweiteilig (dichotom), teilweise auch mehrere aus einer Wurzel (bäumchen- oder handförmig, pinnat), nach außen hin sehr fein. Alle Armäste sind in einer Ebene ausgebreitet schräg spitzwinklig vom Schirm wegstrebend. Am Ende besitzen sie flache, saumartige Auswüchse. Wie typisch für Medusen, sind sie dicht von Nesselkapseln besetzt. Auf den Armen sitzen senkrecht abstehende, abweichend gefärbte sogenannte Kolbenblasen unterschiedlicher Anzahl und Größe, die vermutlich Sinnesfunktion besitzen. Die Färbung der Mundarme selbst ist sehr variabel.
An den Mund schließt im Inneren ein linsenförmiger Magenraum mit im Verhältnis zur Schirmgröße recht geringem Durchmesser an. Dieser setzt sich nach außen in ca. 32 radiär verlaufende Kanäle fort, die durch ein Netz von Querverbindungen (Anastomosen) miteinander verbunden sind, diese durchziehen den gesamten Körper einschließlich der Arme.
Die Unterseite der Qualle, insbesondere die Mundarme, trägt eingelagert symbiontische autotrophe (d. h. zur Photosynthese befähigte) Dinoflagellaten, die verschiedenen Stämmen der Art Symbiodinium microadriaticum zugeordnet werden (die Farbe der Qualle steht dabei in keinem Zusammenhang mit diesen und ihrer spezieller Farbe). Solche sogenannte Zooxanthellen sind sonst eher typisch für Polypen von Nesseltieren, insbesondere Korallenarten. Auch bei Cassiopea kommen sie sowohl im Polypen- wie auch im Medusenstadium vor. Die Qualle ist auf ihre Endosymbionten angewiesen und ohne sie nicht lebensfähig. Sie ernährt sich aber nicht rein autotroph, sondern daneben auch räuberisch, vor allem von planktonischen Kleinkrebsen (v. a. Copepoden).

### Polyp
Das Polypenstadium der Art ist 5 bis 10 Millimeter groß, langgestielt mit schüsselförmigem Kelch (Calyx). Der Fuß und der Stiel bis auf etwa halbe Länge sind von einer festen Peridermröhre geschützt. Auf der etwas eingesenkten Mundscheibe sitzt ein zylindrischer, vierlippiger Hypostom, am Rand des Calyx etwa 40 dünne Tentakel. Der Polyp trägt dieselben symbiontischen Zooxanthellen wie das Medusenstadium.

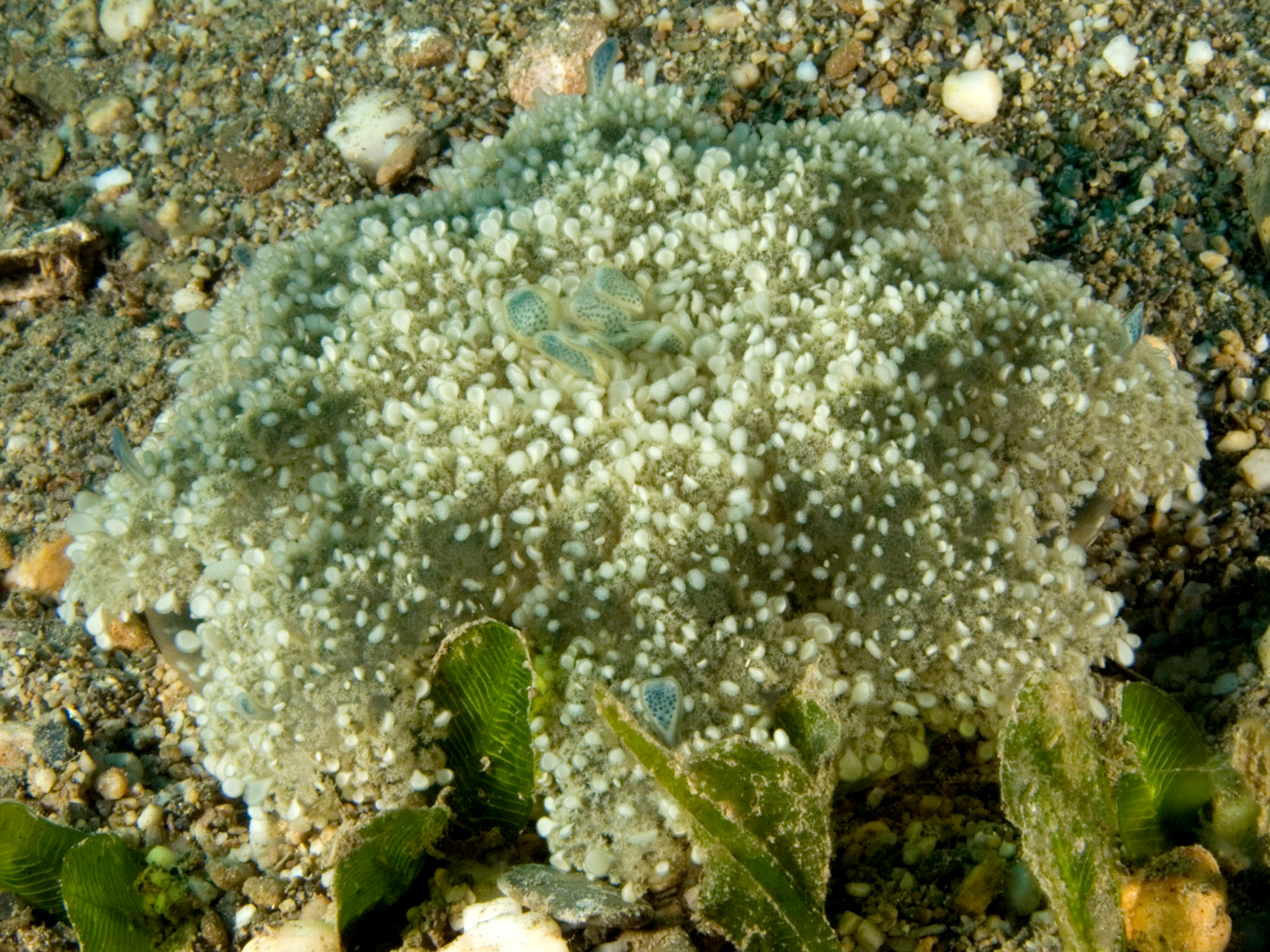
Symbiose zwischen C. andromeda und Zooxanthellen

## Lebenszyklus
Die Art besitzt den typischen Generationswechsel (Metagenese) der meisten Nesseltiere. Die getrenntgeschlechtlichen, selten auch zwittrigen Medusen produzieren Planula-Larven, die sich auf Hartsubstrat am Meeresboden festsetzen und die Polypen-Generation bilden. Als Substrat werden zum Beispiel abgefallene Mangrovenblätter verwendet, sie kommen aber auch auf einer Vielzahl anderer, von abgestorbenem Seegras bis hin zu Plastikabfällen, vor. Polypen schnüren ihren Kopfteil durch Strobilation zu frei schwimmenden, Ephyren genannten Medusenlarven ab, die zu Medusen heranwachsen, alternativ können sie auch knospenartige Keime von Tochterpolypen abscheiden. Diese sind larvenartig beweglich und differenzieren sich erst nach Entfernung vom Mutterpolypen. Bei der Strobilation schnürt jeder Polyp eine einzelne, etwas weniger als 4 Millimeter breite Ephyre ab (monodiske Entwicklung), zurück bleibt nur der Stielabschnitt mit einer neuen Mundöffnung, der anschließend durch Neubildung des Calyx regeneriert. Die Ephyre besteht aus einem flachen Schirm mit zahlreichen kleinen Randlappen mit abgerundeten Spitzen, die paarweise durch ein Häutchen verbunden sind. Zentral sitzt ein langer Mundstiel (Manubrium).

## Ökologie und Lebensweise
Die ausgewachsenen Medusen liegen normalerweise auf dem Meeresgrund, so dass der Schirm dem Boden anliegt, mit den Mundstielen nach oben. Sie ähneln so, da der Schirm zunächst nicht sichtbar ist, bei oberflächlicher Betrachtung einer Seeanemone. Der Schirm pumpt mit schwachen undulierenden Wellenbewegungen Wasser auf die Mundstiele zu, die so planktonische Beuteorganismen zugeführt bekommen. Bei Bedarf kann sie schwimmen. Da die Art sich überwiegend von ihren autotrophen Endosymbionten ernährt, bevorzugt sie flache, gut durchlichtete Wassertiefen, auch die Gezeitenzonen. Die Medusen kommen nur auf feinsubstratigem Sand- oder Schlammgrund vor. Die Art lebt vor allem in tropischen Gewässern, kann aber bis in warmtemperate Meereszonen wie das Mittelmeer vordringen. Sie lebt gern, aber keinesfalls exklusiv, in Mangroven, sie wird deshalb gelegentlich als "Mangrovenqualle" bezeichnet. Bei einer Untersuchung im Roten Meer wurde die Art als eine ökologische Schlüsselart auf dem dortigen Meeresboden eingeschätzt. Sie bevorzugte die Übergangszone zwischen einem Korallenriff und der anschließenden Sandbank gegenüber diesen Lebensräumen selbst, am seltensten war sie in Seegraswiesen. Die Dichte in der Übergangszone betrug etwa acht Individuen pro Quadratmeter, die (in der Riffzone) bis maximal etwa 20 Prozent des Grunds bedeckten.
Die Art lebt in Symbiose mit Putzergarnelen der Gattung Periclimenes (Familie Palaemonidae) und Idiomysis tsunrnamali (Familie Mysidae). Pro Meduse kommen meist ein bis vier der transparenten Garnelen vor, Einzelheiten der Lebensbeziehung sind bisher kaum bekannt.

## Giftwirkung
Wie viele Quallen besitzt Cassiopea andromeda ein Nesselgift, das auch auf den Menschen Wirkung besitzt. Auf empfindlicher, ungeschützter Haut kann es zu schmerzhaften Stichen kommen.

## Systematik und Taxonomie
Die Art wurde von Peter Forsskål 1775 als Medusa andromeda erstbeschrieben und 1829 von Johann Friedrich Eschscholtz in die von ihm neubeschriebene Gattung Cassiopea transferiert. Die Taxonomie der Gattung auf morphologischer Basis ist geprägt von Konfusion und Meinungsverschiedenheiten zwischen verschiedenen Autoren. Während anfangs beinahe jeder Bearbeiter sein Material aus einer neuen Region als neue Art oder zumindest neue Unterart beschrieb, meist anhand geringfügiger Modifikationen von Färbung und Form, wurden alle diese Formen später zur weit gefassten Sammelart Cassiopea andromeda vereinigt. Nach diesem Konzept enthielt die Gattung nur eine Art (monotypisch). Meist wurden aber zumindest die Formen aus der Karibik als eigenständige Arten Cassiopea xamachana und C. frondosa anerkannt. Nach neueren DNA-Untersuchungen sind morphologische Unterschiede in der Gattung zu variabel, um danach Arten sicher abgrenzen zu können. Anhand der mtDNA konnten sechs klar divergente Gruppen mit substantiellen genetischen Unterschieden abgegrenzt werden, die nach Meinung der Autoren Artrang verdienen. Die karibische Cassiopea xamachana und die indopazifisch verbreitete Cassiopea andromeda erwiesen sich dabei allerdings als zur selben Klade gehörig, so dass den Ergebnissen nach ein Artunterschied zwischen ihnen nicht gerechtfertigt wäre. Allerdings haben die Autoren die kryptischen Arten zwar unterschieden, aber nicht formal beschrieben und benannt, so dass die nun unterschiedenen morphologisch ununterscheidbaren Kryptospezies zum Teil keinen validen Artnamen besitzen.

## Verbreitung
Während die Sammelart Cassiopea andromeda fast weltweit verbreitet ist, ist die Art im engeren Sinne (vgl.) im Pazifik, Indischen Ozean und im Roten Meer verbreitet. Nach dem Bau des Suezkanals ist sie ins Mittelmeer eingewandert (ein Beispiel der sogenannten Lessepsschen Wanderung). Im Kanal selbst stammen erste Nachweise von 1886, 1903 gelang der erste Fund im Mittelmeer (bei Zypern), spätere Funde 1955 bei Santorin und 1990 an der israelischen Küste, seit 2008 auch in einer Lagune der türkischen Küste. Mittlerweile wurde diese Art aber auch im westlichen Mittelmeer vor der Küste Maltas als Neobiont entdeckt. Außerdem liegen Funde aus Hawaii, nahe der Hafenbucht von Pearl Harbor vor, die zu verschiedenen der Kryptospezies gehören, darunter auch C. andromeda im engeren Sinne. Hier liegt eine Verschleppung durch Schiffsaufwuchs oder Ballastwasser nahe, die wohl auch sonst zur Verbreitung der Art beitragen.